# Monarchidae
Los monárquidos (Monarchidae) son una familia de aves paseriformes que pueblan el Paleotrópico y Oceanía.
Los monarcas son pájaros insectívoros de tamaño pequeño a mediano, muchas de las cuales cazan al vuelo.

## Lista taxonómica de Monarchidae

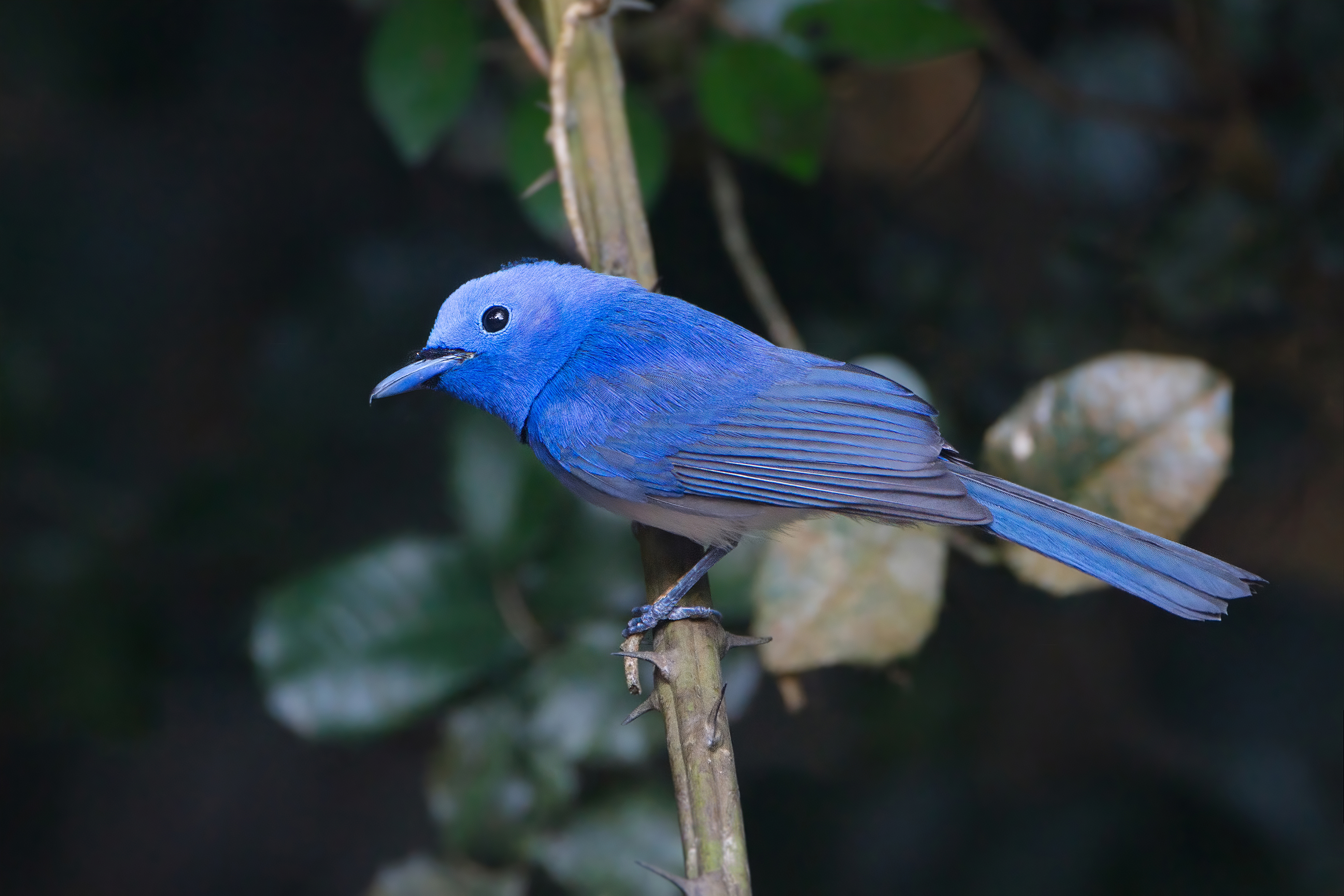
Hypothymis azurea.

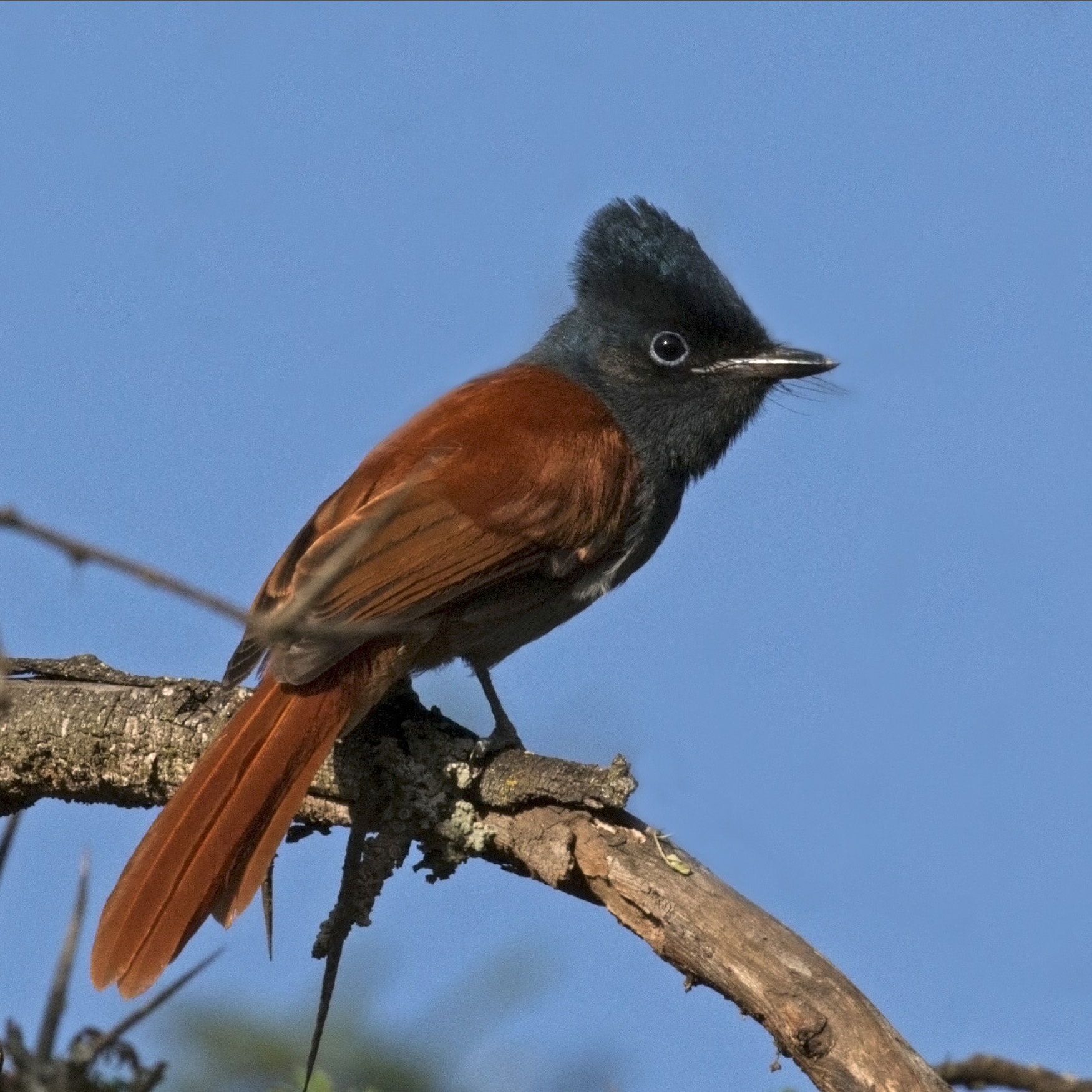
Terpsiphone viridis.

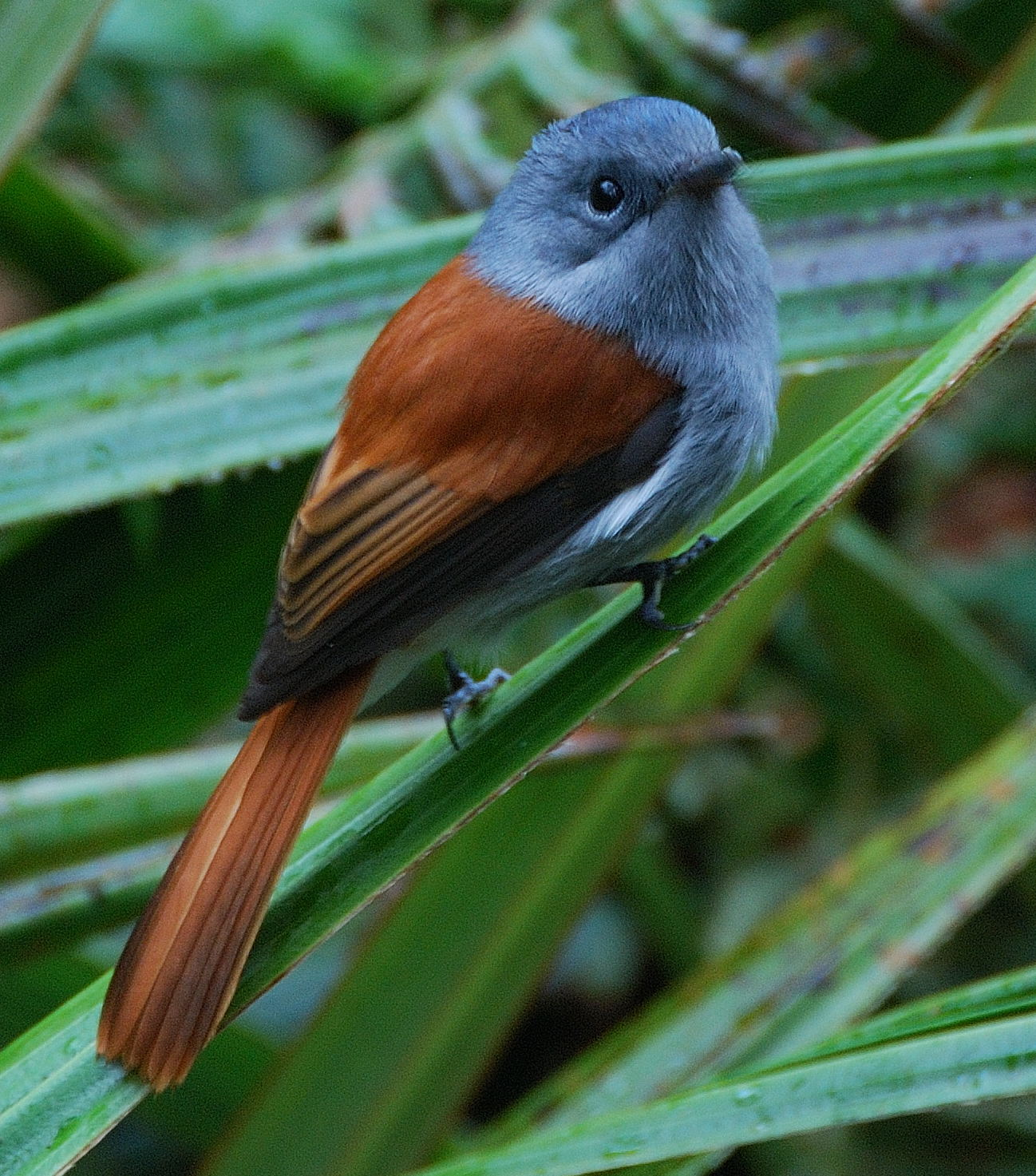
Terpsiphone bourbonnensis.

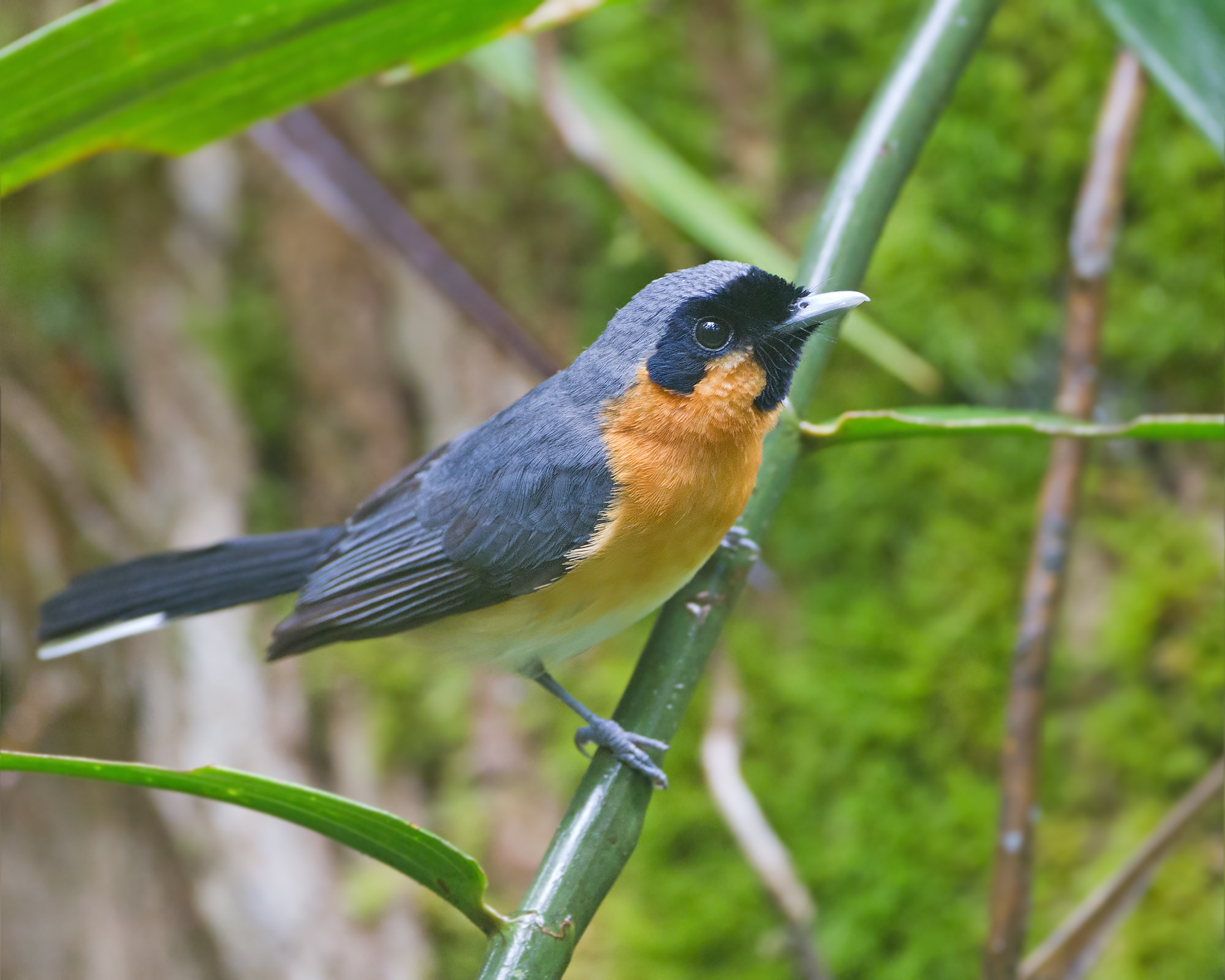
Symposiachrus trivirgatus.

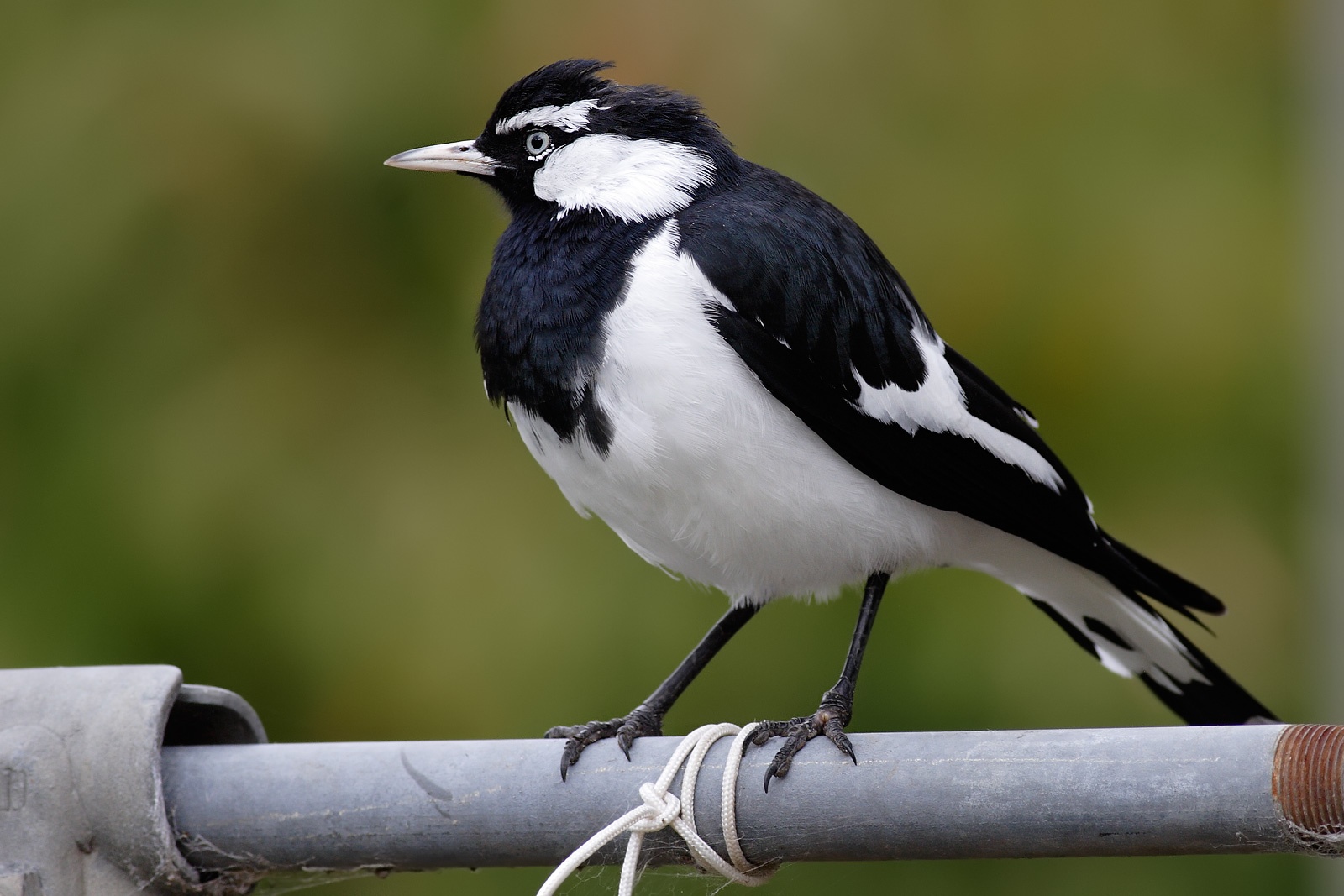
Grallina cyanoleuca.

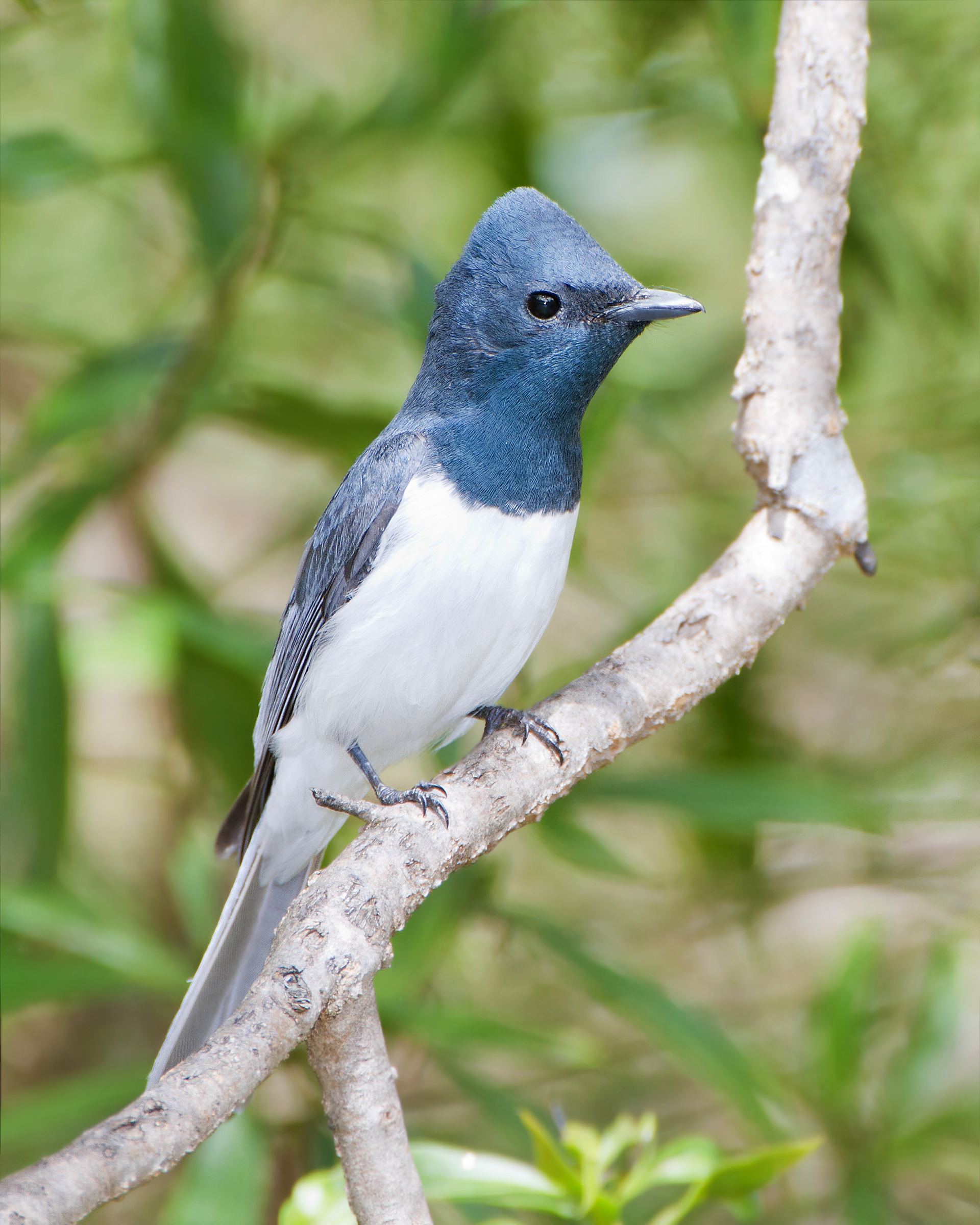
Myiagra rubecula.

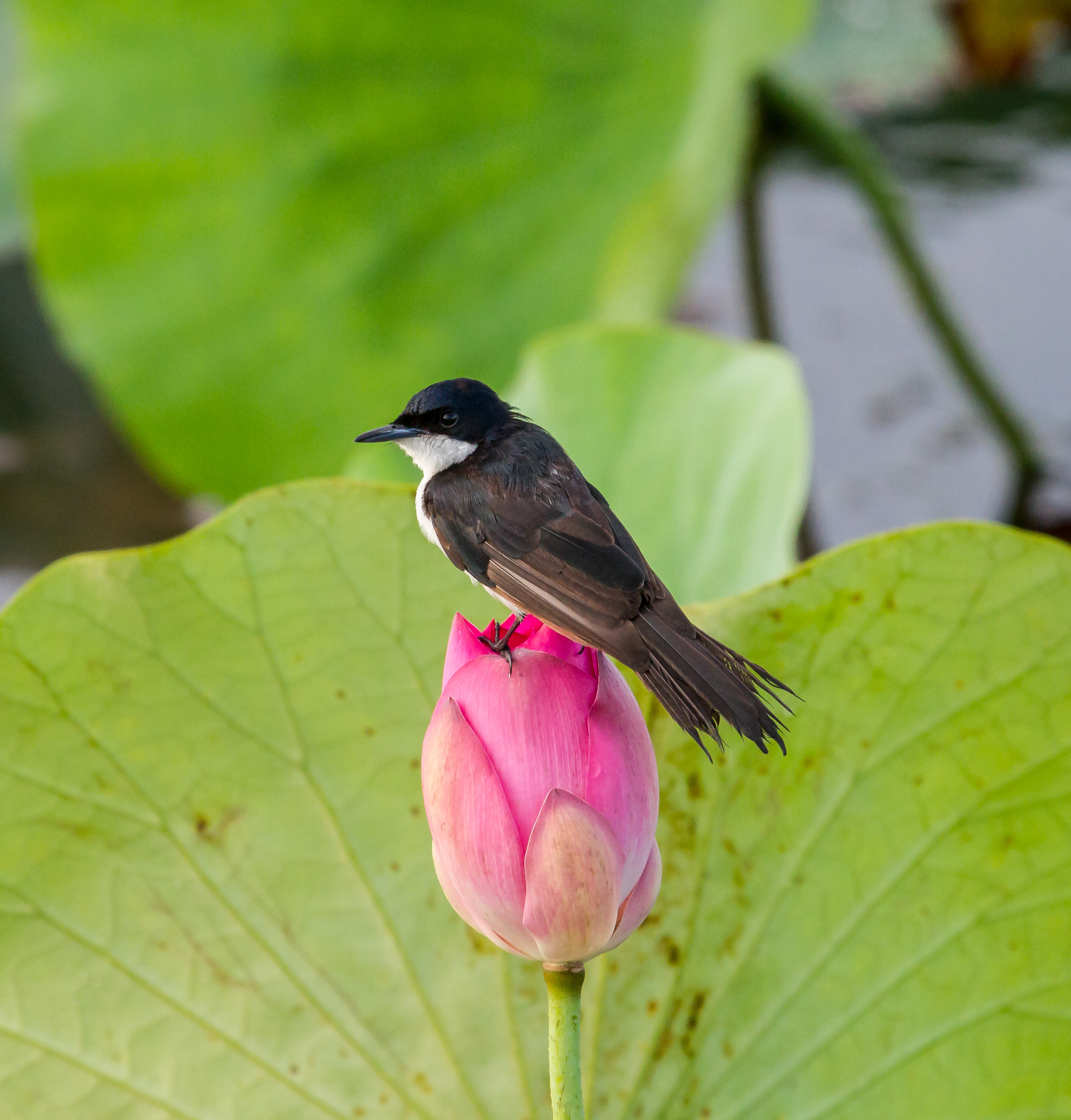
Myiagra nana.

La familia contiene 102 especies distribuidas en los siguientes géneros:
Subfamilia Terpsiphoninae
- Género Hypothymis
  - Hypothymis azurea - monarca nuquinegro;
  - Hypothymis puella - monarca azulado;
  - Hypothymis helenae - monarca de Helena;
  - Hypothymis coelestis - monarca celeste;
- Género Eutrichomyias
  - Eutrichomyias rowleyi - monarca de Rowley;
- Género Trochocercus
  - Trochocercus cyanomelas - monarca de El Cabo;
  - Trochocercus nitens - monarca brillante;
- Género Terpsiphone
  - Terpsiphone bedfordi - monarca colilargo de Bedford;
  - Terpsiphone rufocinerea - monarca colilargo del Congo;
  - Terpsiphone rufiventer - monarca colilargo ventrirrojo;
  - Terpsiphone smithii - monarca colilargo de Annobón;
  - Terpsiphone batesi - monarca colilargo de Bates;
  - Terpsiphone viridis - monarca colilargo africano;
  - Terpsiphone paradisi - monarca colilargo asiático;
  - Terpsiphone affinis - monarca colilargo oriental;
  - Terpsiphone incei - monarca colilargo chino;
  - Terpsiphone atrocaudata - monarca colilargo japonés;
  - Terpsiphone cyanescens - monarca colilargo de Palawan;
  - Terpsiphone cinnamomea - monarca colilargo canela;
  - Terpsiphone atrochalybeia - monarca colilargo de Santo Tomé;
  - Terpsiphone mutata - monarca colilargo malgache;
  - Terpsiphone corvina - monarca colilargo de las Seychelles;
  - Terpsiphone bourbonnensis - monarca colilargo de las Mascareñas;

Subfamilia Monarchinae
- Género Chasiempis
  - Chasiempis sclateri - monarca de Kauai;
  - Chasiempis ibidis - monarca de Oahu;
  - Chasiempis sandwichensis - monarca elepaio;
- Género Pomarea
  - Pomarea dimidiata - monarca de Rarotonga;
  - Pomarea nigra - monarca de Tahití;
  - Pomarea pomarea - monarca de Maupiti †;
  - Pomarea mendozae - monarca de las Marquesas;
  - Pomarea mira - monarca de Ua Pou;
  - Pomarea nukuhivae - monarca de Nuku Hiva †;
  - Pomarea iphis - monarca Ua Huka;
  - Pomarea fluxa - monarca de Eiao †;
  - Pomarea whitneyi - monarca de Fatu Hiva;
- Género Mayrornis
  - Mayrornis schistaceus - monarca pizarroso;
  - Mayrornis versicolor - monarca versicolor;
  - Mayrornis lessoni - monarca de Lesson;
- Género Neolalage
  - Neolalage banksiana - monarca de las Banks;
- Género Clytorhynchus
  - Clytorhynchus pachycephaloides - monarca pardo;
  - Clytorhynchus vitiensis - monarca de Fiyi;
  - Clytorhynchus nigrogularis - monarca gorginegro;
  - Clytorhynchus sanctaecrucis - monarca de Santa Cruz;
  - Clytorhynchus hamlini - monarca de la Rennell;
- Género Metabolus
  - Metabolus rugensis - monarca de la Truk;
- Género Symposiachrus
  - Symposiachrus axillaris - monarca negro;
  - Symposiachrus guttula - monarca alimoteado;
  - Symposiachrus mundus - monarca barbinegro;
  - Symposiachrus sacerdotum - monarca de Flores;
  - Symposiachrus boanensis - monarca de la Boano;
  - Symposiachrus trivirgatus - monarca de anteojos;
  - Symposiachrus bimaculatus - monarca bimaculado;
  - Symposiachrus leucurus - monarca coliblanco;
  - Symposiachrus everetti - monarca de Everett;
  - Symposiachrus loricatus - monarca de Buru;
  - Symposiachrus julianae - monarca de Kofiau;
  - Symposiachrus brehmii - monarca de Brehm;
  - Symposiachrus manadensis - monarca encapuchado;
  - Symposiachrus infelix - monarca de la Manus;
  - Symposiachrus menckei - monarca de San Matías;
  - Symposiachrus verticalis - monarca de las Bismarck;
  - Symposiachrus barbatus - monarca blanquinegro;
  - Symposiachrus browni - monarca de Brown;
  - Symposiachrus vidua - monarca acollarado;
- Género Monarcha
  - Monarcha rubiensis - monarca rufo;
  - Monarcha cinerascens - monarca isleño;
  - Monarcha melanopsis - monarca carinegro;
  - Monarcha frater - monarca alinegro;
  - Monarcha erythrostictus - monarca de la Bougainville;
  - Monarcha castaneiventris - monarca ventricastaño;
  - Monarcha richardsii - monarca de Richards;
  - Monarcha godeffroyi - monarca de Yap;
  - Monarcha takatsukasae - monarca de Tinián;
- Género Carterornis
  - Carterornis leucotis - monarca orejudo;
  - Carterornis pileatus - monarca nuquiblanco;
  - Carterornis chrysomela - monarca dorado;
- Género Arses
  - Arses insularis - monarca cuellirrufo;
  - Arses telescopthalmus - monarca elegante;
  - Arses lorealis - monarca de Cabo York;
  - Arses kaupi - monarca pío;
- Género Grallina
  - Grallina cyanoleuca - grallina australiana;
  - Grallina bruijnii - grallina papú;
- Género Myiagra
  - Myiagra oceanica - monarca oceánico;
  - Myiagra erythrops - monarca de Palaos;
  - Myiagra freycineti - monarca de Guam †;
  - Myiagra pluto - monarca de Ponapé;
  - Myiagra galeata - monarca moluqueño;
  - Myiagra atra - monarca de Biak;
  - Myiagra rubecula - monarca plomizo;
  - Myiagra ferrocyanea - monarca acerado;
  - Myiagra cervinicauda - monarca de San Cristóbal;
  - Myiagra caledonica - monarca melanesio;
  - Myiagra vanikorensis - monarca de Vanikoro;
  - Myiagra albiventris - monarca samoano;
  - Myiagra azureocapilla - monarca crestiazul;
  - Myiagra castaneigularis - monarca gorgicastaño;
  - Myiagra ruficollis - monarca piquiancho;
  - Myiagra cyanoleuca - monarca satinado;
  - Myiagra alecto - monarca reluciente;
  - Myiagra hebetior - monarca apagado;
  - Myiagra nana - monarca chico;
  - Myiagra inquieta - monarca inquieto.